# Borlești (okręg Neamț)
Borlești – wieś w Rumunii, w okręgu Neamț, w gminie Borlești. W 2011 roku liczyła 2151 mieszkańców.